# Stadio Antonio Casadio
Lo stadio Antonio Casadio è lo stadio di baseball della cittadina di Godo, nel comune di Russi (RA).

## Storia
Nel 2009 ha ospitato due partite del Campionato mondiale di baseball 2009, la cui fase conclusiva (gironi semifinali e finali) si è disputata in Italia.